# Léon Castro
Léon Castro (* 1884 in Smyrna, heute Izmir; † vermutlich 1954) war ein Rechtsanwalt in Kairo. Er gehörte der jüdischen Minderheit Ägyptens an, war aber – wie viele Angehörige der ägyptischen Minderheiten – kein ägyptischer Staatsbürger, sondern besaß vermutlich die spanische Staatsbürgerschaft. Castro spielte eine bedeutende Rolle im politischen Leben der jüdischen Gemeinde in Ägypten und darüber hinaus. So gehörte er zu den Gründern der ersten zionistischen Organisationen in Ägypten, engagierte sich aber zugleich in ägyptisch-nationalistischen Bewegungen, insbesondere in der Wafd-Partei, und in dem Marxismus nahestehenden Zirkeln. Als die Nationalsozialisten 1933 in Deutschland die Macht übernahmen, war er treibende Kraft in der neu entstehenden Ligue Contre l’Antisémitisme Allemand und in einem Prozess gegen antisemitische Propaganda in Ägypten (Jabès gegen van Meeteren und Safarowsky); er wurde zum Generalsekretär der Internationalen Liga gegen den Antisemitismus (LICA) gewählt. Gegen Ende des Zweiten Weltkriegs übernahm er erneut den Vorsitz einer zionistischen Dachorganisation für die ägyptischen Juden.

## Vielseitiger Intellektueller
Castro kam 1911, mit 27 Jahren, nach Ägypten. Er gehörte dort zur oberen Mittelschicht der jüdischen Gemeinde und verfügte über beträchtlichen Einfluss, war aber kein Mitglied der führenden Familien, die regelmäßig den Präsidenten des Gemeinderats in Alexandria und Kairo stellten (Suares, Cattaoui etc.). Castro studierte Jura in Paris und bekannte sich nach seiner Rückkehr nach Kairo 1917 oder 1918 zum Zionismus. Welche Staatsbürgerschaft er besaß, ist nicht ganz sicher; 1933 jedenfalls scheint es die spanische gewesen zu sein. In den Jahren 1918 und 1919 gab er die Revue Sioniste heraus, eine französischsprachige zionistische Zeitschrift – Französisch war damals die Umgangssprache in der jüdischen Mittel- und Oberschicht Ägyptens und die Lingua franca der meisten gebildeten Ägypter.
Später wandte er sich der nationalistischen Wafd-Partei zu. Er war ein persönlicher Freund von Saad Zaghlul Pascha und arbeitete zunächst während eines Frankreich-Aufenthalts 1921 als Propagandist für diese Organisation, später in Ägypten, in den Jahren 1922–1925, als Journalist und Herausgeber des damaligen Wafd-Organs La Liberté.
Ende der 1920er und Anfang der 1930er Jahre scheint Castro mit der marxistischen Linken sympathisiert zu haben. Jedenfalls gab er zu dieser Zeit zwei Zeitschriften heraus, um die sich marxistische Studienzirkel von Minderheiten (Juden, Griechen, Italiener, Armenier) und „westlich“ orientierten ägyptischen Intellektuellen bildeten: Les Essayistes und L’Effort. Zugleich spielte er eine führende Rolle in den ägyptischen B'nai-B'rith-Logen, zu deren Gründern er gehörte; 1944 wurde er sogar Präsident der Grande Loge du Districte d'Egypte et du Soudan.

## Kampf gegen den Antisemitismus
Als die Nationalsozialisten 1933 in Deutschland die Macht übernahmen, übernahm Castro wichtige Funktionen in den Protesten der ägyptischen Juden gegen den deutschen Antisemitismus. Bei Massenversammlungen in Alexandria und Kairo Ende März, die sich vor allem gegen den so genannten „Judenboykott“ am 1. April 1933 richteten, gründete sich eine Ligue contre l'Antisémitisme Allemand, Association formée par toutes les oeuvres et institutions juives, die zunächst ein Sechserkomitee als Leitung wählte. Dieses Komitee rief die Ligue contre l'Antisémitisme Allemand unter dem Vorsitz von Léon Castro ins Leben. Im September schloss sich diese Organisation als ägyptischer Zweig der Internationalen Liga gegen den Antisemitismus an, Castro wurde zunächst Vizepräsident und dann Generalsekretär dieser internationalen Organisation.

### Castros Rolle in der Boykottbewegung
Zu seinen Aktivitäten in Ägypten bereits im März und April zählten Protesttelegramme im Auftrag der Massenversammlungen und später der Ligue an den Völkerbund, die Französische Liga für Menschenrechte und den deutschen Reichspräsidenten Paul von Hindenburg. Zwischen dem 18. und 20. April 1933 veröffentlichte Castro für die Ligue einen offiziellen Aufruf zum Boykott deutscher Waren und zum Abbruch aller Beziehungen mit den Deutschen in mehreren Zeitungen, zunächst in La Voix Juive:
Juden Ägyptens! (…) nachdem Deutschland zynisch seine Verachtung proklamiert für alles, was jüdisch ist, könnt Ihr, ohne Euch in Euren eigenen Augen zu erniedrigen, ohne Eure Geschichte und Eure kollektive und individuelle Würde zu verraten, nicht weiterhin Beziehungen welcher Art auch immer mit Deutschland und den Deutschen unterhalten: Ihr müsst alle materiellen, intellektuellen, sozialen und gesellschaftlichen Beziehungen mit ihnen abbrechen. Die Deutschen hassen Euch, verachtet sie. Die Deutschen verstoßen Euch, verstoßt sie. (…)
Der zunächst recht aktiv betriebene Boykott, der unter anderem Besuche von Boykottkomitees bei den Unternehmen und gelegentlich auch das Stellen von Streikposten einschloss, konnte die Wirtschaftsbeziehungen zwischen dem Deutschen Reich und Ägypten nicht nennenswert beeinträchtigen, verzeichnete aber in einzelnen Bereichen durchaus Erfolge. So konnten deutsche Filme in Kairo und Alexandria kaum mehr gezeigt werden, weil die Vorführungen gestört wurden. Castro war Mitglied des Aktionskomitees der LICA, das unter anderem für die Boykott- und Presseaktivitäten verantwortlich war. Die ägyptische Regierung verbot aber bald alle öffentlichen Versammlungen sowohl der LICA als auch der Deutschen, so dass die Aktivitäten als „stiller Boykott“ weitergeführt wurden.

### Der „Prozess gegen den Antisemitismus“
Die größte öffentliche Aufmerksamkeit in diesem Zusammenhang erreichte aber eine gerichtliche Auseinandersetzung, an der Castro wesentlich beteiligt war. Nachdem der Deutsche Verein in Kairo mit Unterstützung der deutschen Gesandtschaft und der NSDAP-Landesgruppe in Ägypten ein antisemitisches Pamphlet veröffentlicht hatte, reichte der jüdische Geschäftsmann und italienische Staatsbürger Umberto Jabès bei den Gemischten Gerichten mit Unterstützung der LICA und der B’nai-B’rith-Logen eine Schadensersatzklage gegen den Herausgeber und den Drucker der Broschüre wegen Beleidigung ein. Sein Anwalt war Léon Castro, der auch die entsprechenden Schriftsätze verfasste und vor Gericht auftrat. Castro versuchte international bekannte Anwälte für die Sache zu gewinnen (etwa Henri Torrés und Vincent de Moro-Giafferi), es gelang ihm aber nicht, und auch der Prozess ging in erster und zweiter Instanz verloren.

### Weitere Tätigkeit in der LICA
Dennoch stabilisierte sich die LICA, die Castro zufolge 1935 immerhin auf 1.500 aktive Mitglieder in Ägypten verweisen konnte. Der Boykott verlor allerdings deutlich an Schwungkraft, da sich bereits Ende 1933 führende Mitglieder der jüdischen Gemeinde, unter anderem der Oberrabbiner von Kairo, öffentlich gegen eine Fortsetzung aussprachen. Ein weiterer Schlag für die Aktivitäten war es, als die zionistischen Organisationen, die das Ha’avara-Abkommen mit dem Deutschen Reich abgeschlossen hatten, 1935 den Versuch unternahmen, dieses Abkommen auch auf Ägypten zu übertragen. Die LICA übte sehr scharfe Kritik an diesem Versuch, der mit dem Boykott unvereinbar war. Im April 1935 fanden Verhandlungen zwischen Ha'avara-Vertretern und denjenigen Boykottführern statt, die dem Zionismus nahestanden, unter anderem mit Castro. Angeblich soll dabei der Boykott offiziell beendet worden sein, doch er wurde nie formell eingestellt und mit nachlassender Intensität weitergeführt.
Ein weiteres Betätigungsfeld der LICA und speziell Castros war es, Informationen über nationalsozialistische und faschistische Aktivitäten auf ägyptischem Staatsgebiet zu sammeln und unter anderem an die britischen Behörden, die weiterhin für die ägyptische Außen- und Verteidigungspolitik zuständig waren, weiterzugeben.

## Castro und die Zionistische Föderation ab 1943
Ende 1943 wurde der Mangel an einer zionistischen Dachorganisation in Ägypten deutlich spürbar. Die zionistische Exekutive in Jerusalem sah die beste Möglichkeit darin, „den erfahrenen Léon Castro mit dem Aufbau einer neuen zionistischen Föderation zu beauftragen“, zumal Castro aufgrund seiner vielfältigen Aktivitäten der letzten zwanzig Jahre über ausgezeichnete Kontakte sowohl zu den unterschiedlichen in den jüdischen Gemeinde vertretenen Richtungen als auch zu Kreisen der Wafd-Partei verfügte. Im Januar 1944 wurde Castro Präsident des Provisorischen Komitees der Zionistischen Föderation Ägyptens (Comité Provisoire de la Fédération Sioniste d'Egypte). Die Föderation wuchs schnell auf 750 Mitglieder. Die Organisation befasste sich unter anderem mit Spendenaktionen, die offiziell für wohltätige Zwecke bestimmt waren, über verdeckte Kanäle aber nach Palästina gelangten. Zugleich betrieb sie in Alexandria eine „Jüdische Agentur für Palästina (Immigrationsbüro)“.
Während die Behörden diese Aktivitäten mit Misstrauen beobachteten (so wurde Castro im Frühling 1945 mit Ausweisung bedroht), aber weitgehend duldeten, gab es deutliche Opposition gegen sie in der Kairoer jüdischen Gemeinde, weil man negative Rückwirkungen auf das Judentum in Ägypten befürchtete. René Cattaoui, Vorsitzender der Kairoer Gemeinde, hielt Ende 1944 in einem Brief an Castro fest, die Propaganda für die Alija untergrabe die geheiligte Institution der Familie und die väterliche Autorität und gefährde die Beziehungen zwischen der Gemeinde und den staatlichen Autoritäten. Der Gemeinderat könne solche Tätigkeiten nicht zulassen. Wenig später drohte Cattaoui, er werde sich gezwungen sehen, „im Interesse der Allgemeinheit die Intervention der ägyptischen Behörden zu erbitten“. Castro wies jedoch jede Verantwortung für die Aktivitäten der Alija von sich und machte einfach ungerührt weiter. Er präsidierte am 7. Januar 1945 in Alexandria einer ersten „Territorialkonferenz des ägyptischen Zionismus“, bei der er zum Vorsitzenden des Zentralkomitees gewählt wurde. Im April 1945 gelang es der Föderation, 100 ägyptische Juden im Zuge der Alija Bet nach Palästina zu bringen.
Als im Mai 1948 während des Israelischen Unabhängigkeitskriegs in Ägypten das Kriegsrecht ausgerufen und zahlreiche prominente Juden interniert wurden, entging Castro diesem Schicksal – wohl aufgrund seiner guten Beziehungen zu Wafd und Briten.

## Schriften
- La guerre et les contrats privés. In: L’Égypte contemporaine, Band 8 (1917), S. 141–167, auch als selbstständige Broschüre in Kairo erschienen.